# Abadía de Essen

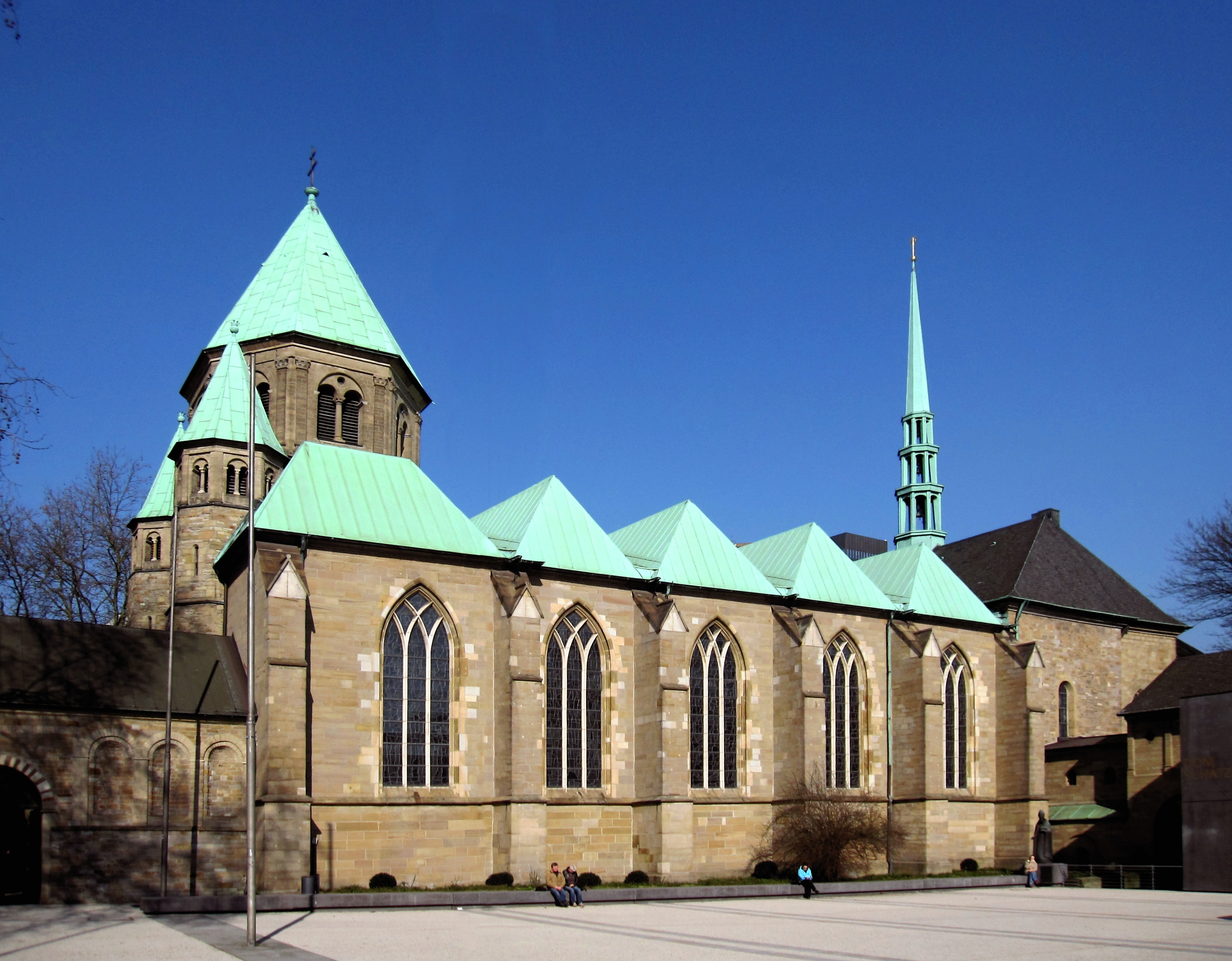
Catedral de Essen (Essener Münster), antigua iglesia de la abadía.

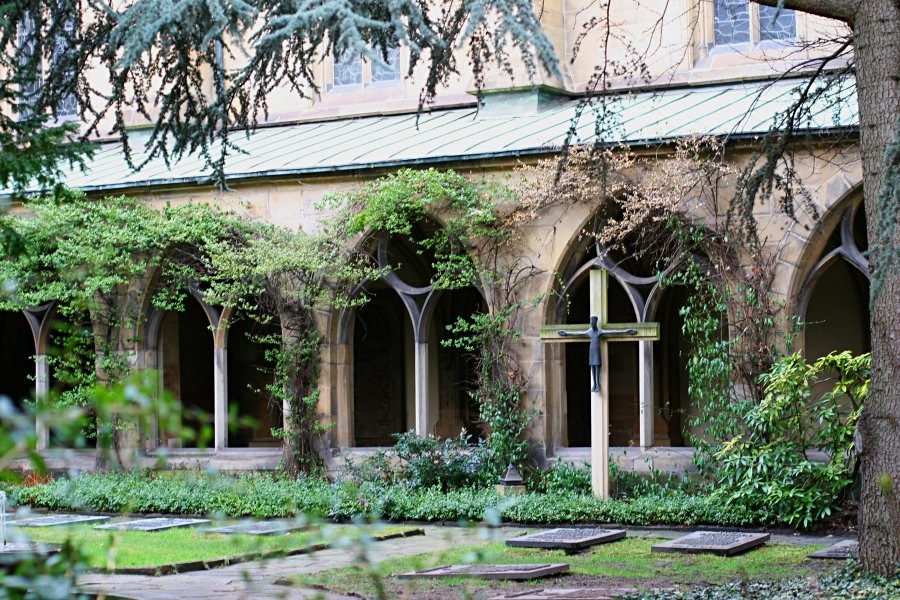
Claustro de la abadía con las tumbas de los canónigos.

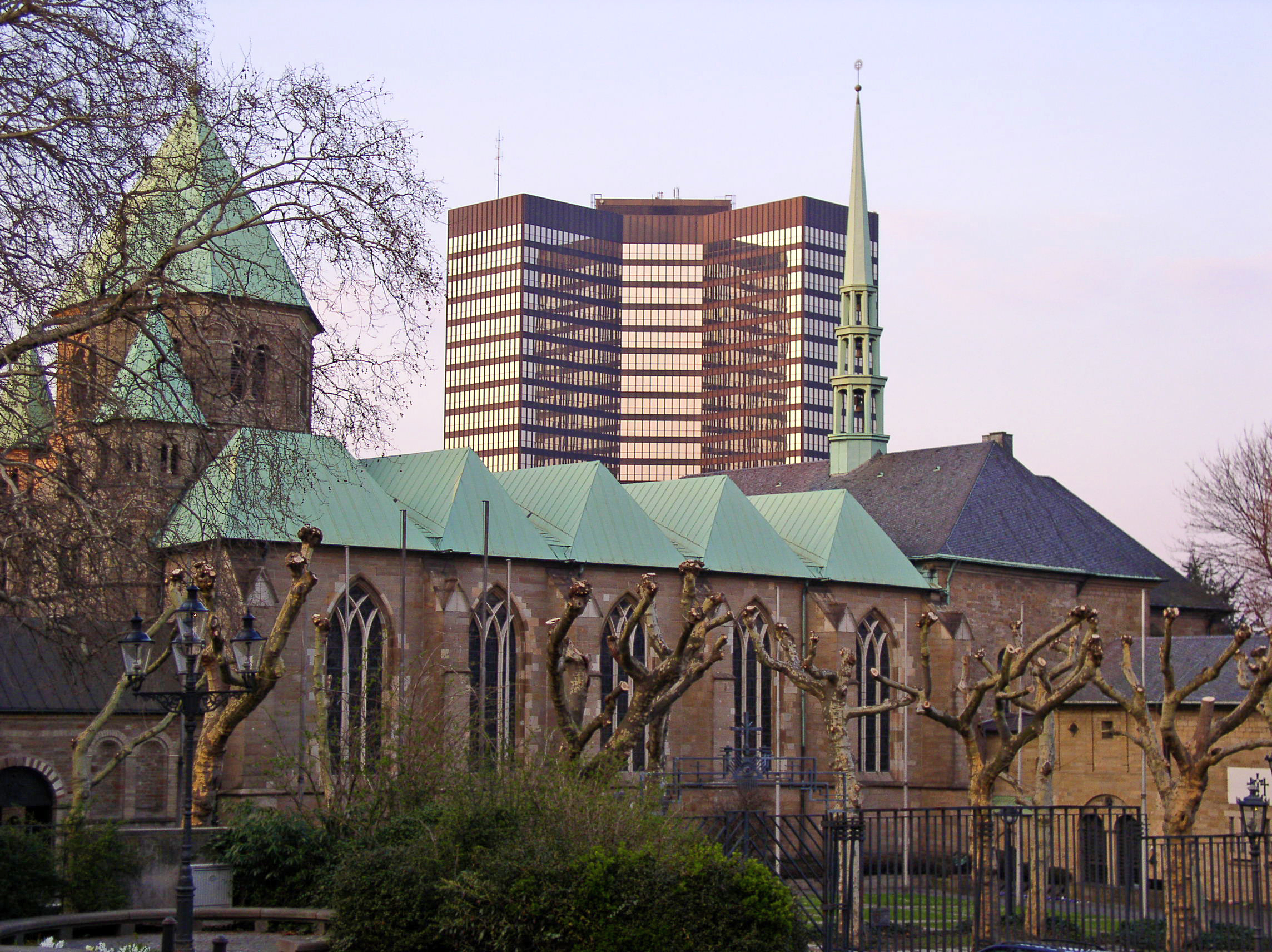
La iglesia eclipsada por el moderno Ayuntamiento de Essen.

La Abadía de Essen (Stift Essen) fue un monasterio secular para mujeres ubicado en Essen, Alemania, fundado en 845 por el noble sajón Altfrid, más tarde obispo de Hildesheim y santo. La primera abadesa fue una pariente suya, Gerswit.
A causa del apoyo que ejerció la Dinastía Sajona de emperadores del Sacro Imperio, la abadía pasó a ser "reichsunmittelbar" (Abadía Imperial) en algún momento entre 874 y 947. Tuvo su apogeo a partir de 973, bajo el gobierno de la abadesa Mathilde II, nieta de Otón I de Alemania, familia que gobernó la abadía hasta 1011. Las siguientes dos abadesas incrementaron la riqueza y poder de la institución. En 1228 las abadesas recibieron el nombre de «Princesas» por primera vez. A partir de 1300 establecieron su residencia en Schloss Borbeck, donde pasaban cada vez más tiempo.
Los dominios territoriales de la abadía se encontraban entre el Emscher y el Ruhr. Los intentos de Essen de convertirse en una ciudad imperial libre fueron frustrados por la abadía en 1399 y en 1670. En el norte del territorio se encontraba el monasterio de Stoppenberg, fundado en 1073; al sur estaba Rellinghausen. Entre las posesiones de la abadía se encontraba el área alrededor de Huckarde, junto a los límites del Condado de Dortmund y separado del territorio de Essen por el Condado de Mark. Aproximadamente 3000 granjas de la región se encontraban bajo el gobierno de la abadía, en Vest Recklinghausen, en el Hellweg y alrededor de Breisig y Godesberg. Desde 1512 a su disolución, la abadía imperial perteneció al Círculo de la Baja Renania-Westfalia.
Los Vögte (protectores) de la abadía fueron:
- los Condes de Berg
- los Condes de Mark (1288)
- los Duques de Cleves
- los Duques de Jülich-Cleves-Berg
- los Margraves de Brandenburgo (desde 1609/1648)

En 1495 la abadía firmó un contrato con los Duques de Cleves y Mark respecto al carácter hereditario del Vogtei, donde perdió parte de su independencia política, pues no pudo elegir su propio Vogt nunca más.
Desde 1802 el territorio fue ocupado por tropas de Prusia. La abadía fue disuelta en 1803 en la Mediatización y Secularización. El territorio pasó a formar parte de Prusia, entre 1806/1807 al Ducado de Berg y después de nuevo a Prusia. La última abadesa, María Cunigunda de Sajonia, murió el 8 de abril de 1826 en Dresde.